# 사이안화 암모늄
사이안화암모늄(Ammonium cyanide)은 불안정한 무기 화합물이며 분자식은 NH4CN이다.

## 용도
사이안화암모늄은 일반적으로 유기합성에 사용되며, 불안정하기 때문에 상업적으로 팔거나 운송하지 않는다.

## 제법
사이안화암모늄은 저온에서 사이안화수소를 암모니아수에 투입함으로써 용액 상태로 취할 수 있다.
HCN + NH3(aq) → NH4CN(aq)
혹은 사이안화칼슘과 탄산암모늄 간의 반응으로도 취할 수 있다.
Ca(CN)2 + (NH4)2CO3 → 2 NH4CN + CaCO3
건조상태의 사이안화암모늄을 위해서는 사이안화칼륨혹은 페로사이안화칼륨을 염화암모늄과 반응시킨 후 증기를 응축시키면 된다.
KCN + NH4Cl → NH4CN + KCl

## 반응
사이안화암모늄은 암모니아와 사이안화수소로 분해되며 그 과정에서 사이안화수소의 검은색 중합체를 생성하기도 한다.
NH4CN → NH3 + HCN
특정 금속염과 반응하면 복분해를 일으킨다. 글리옥살과 반응하면 글라이신을 생성한다.
NH4CN + (CHO)2 → NH2CH2COOH + HCN
케톤과 반응하면 아미노니트릴을 생성한다.
NH4CN + CH3COCH3 → NH2CH2CH2CH2CN + H2O

## 독성
고체 사이안화암모늄과 용액 상태의 사이안산=화암모늄은 모두 독성이 강하다. 섭취는 사망으로 이어질 수 있다. 고체 상태의 사이안화암모늄은 맹독성을 갖고 있는 사이안화수소와 암모니아로 분해되기 때문에 노출되면 위험하다.

## 화학분석
구성 원소: H 9.15%, C 27.23%, N 63.55%.

## 참고 문헌
- A. F. Wells, Structural Inorganic Chemistry, 5th ed., Oxford University Press, Oxford, UK, 1984.